# Bagok Panah II
Bagok Panah II is een bestuurslaag in het regentschap Aceh Timur van de provincie Atjeh, Indonesië. Bagok Panah II telt 193 inwoners (volkstelling 2010).